# Santeri Kinnunen
Santeri Karl-Henrik Kinnunen (* 20. August 1969 in Helsinki) ist ein finnischer Schauspieler.

## Leben
Santeri Kinnunen ist der Sohn der Schauspieler Heikki Kinnunen und Rose-Marie Precht. Sein Halbbruder ist der Schauspieler Paavo Kinnunen und seine Halbschwester ist die Schauspielerin Vilma Kinnunen. Er studierte von 1987 bis 1991 an der Theaterakademie Helsinki. Anschließend war er, wie einst seine Mutter auch, am Finnischen Nationaltheater und am KOM-teatteri tätig.
Bereits während seiner Jugendzeit spielte Kinnunen in unterschiedlichen Fernsehfilmen und -serien mit. So war er in Fernsehfilmen wie Uppotukki und Harmagedon – Erään maailman loppu zu sehen. Insgesamt war er seitdem in über 70 weiteren Film- und Fernsehprojekten zu sehen. So spielte er in den letzten Jahren als Gastdarsteller in Serien wie Nurses und Bordertown sowie in einer Nebenrolle in Der Waldriese mit.
Kinnunen ist mit der Produzentin Aara Tahkokallio verheiratet, mit der er einen gemeinsamen Sohn hat.

## Filmografie
- 1984: Uppotukki
- 1986: Harmagedon – Erään maailman loppu
- 2017: Nurses (Syke, Fernsehserie, eine Folge)
- 2019: Bordertown (Sorjonen, Fernsehserie, zwei Folgen)
- 2020: Der Waldriese (Metsäjätti)